# Dordura
Dordura é um gênero de traça pertencente à família Arctiidae.